# Maxim Gaudette
Maxim Gaudette (Sherbrooke, Quebec, 8 de junio de 1974) es un actor canadiense originario de Quebec. Ganó el premio Genie como Mejor Actor de reparto y en 2010 el premio Iris como Mejor Actor de reparto por su papel como Marc Lépine en la película Politécnico, de 2009.

## Biografía
Originario de Sherbrooke, es hijo del exjugador de hockey André Gaudette. Se graduó en el Conservatorio de arte dramático de Montreal, Francia, en 1997.

## Filmografía

### Películas
- 2 Seconds — 1998
- The Three Madeleines — 2000
- L'Espérance — 2004
- Without Her (Sans elle) - 2006
- Cheech — 2006
- The 3 L'il Pigs (Les 3 p'tits cochons) — 2007
- Honey, I'm in Love (Le grand départ) — 2008
- Polytechnique — 2009
- Incendies — 2010
- Lac Mystère — 2013
- Our Loved Ones (Nos ëtres chers) — 2015
- 9 (9, le film) - 2016

### Televisión
- Virginie (1996-2010)
- L'ombre de l'épervier (1997)
- Si la tendence se maintient (2001)
- Fortier (2001)
- L'héritière de grande ourse (2005)
- Lance et compte (2004-2009)
- Les Rescapés (2010-2012)
- L'auberge du chien noir (2012-2013)
- Trauma (2013)